# 章士荃
章士荃（?—?），江蘇省松江府婁縣人，清朝政治人物、進士出身。

## 生平
光緒十八年（1892年），参加光緒壬辰科殿試，登進士二甲42名。同年五月，以主事分部学习。

## 家庭
父亲章耒。